# 진잠군

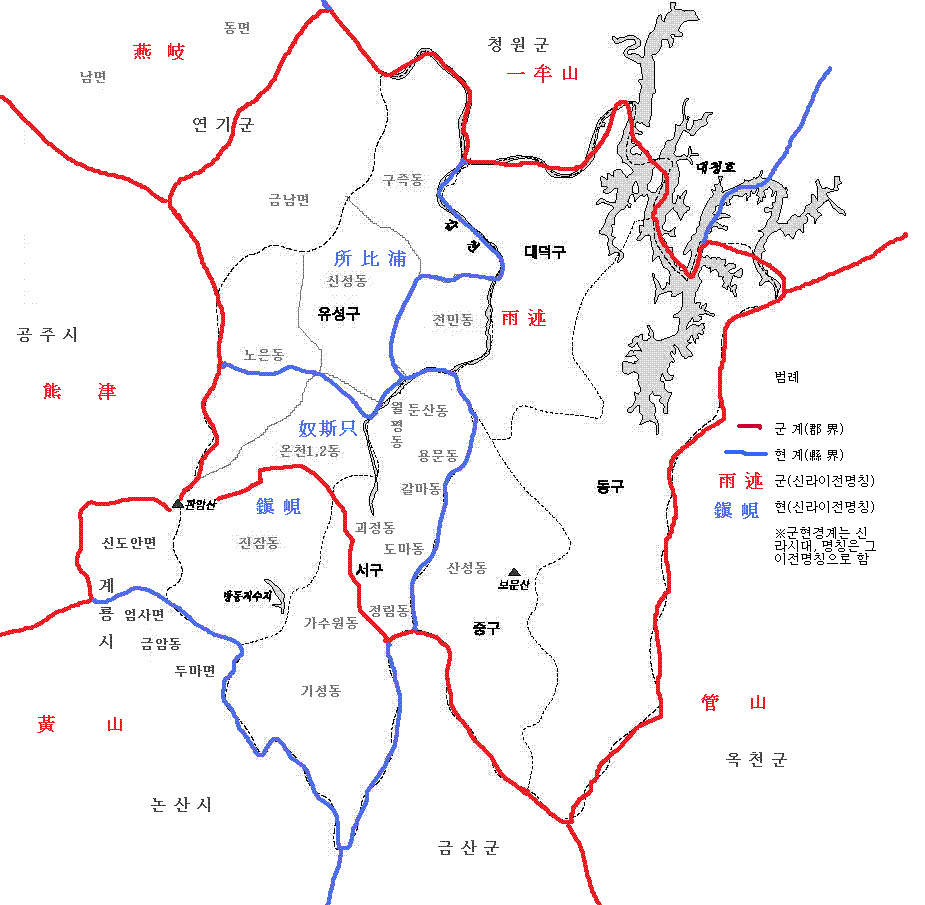
고대 대전 대략도

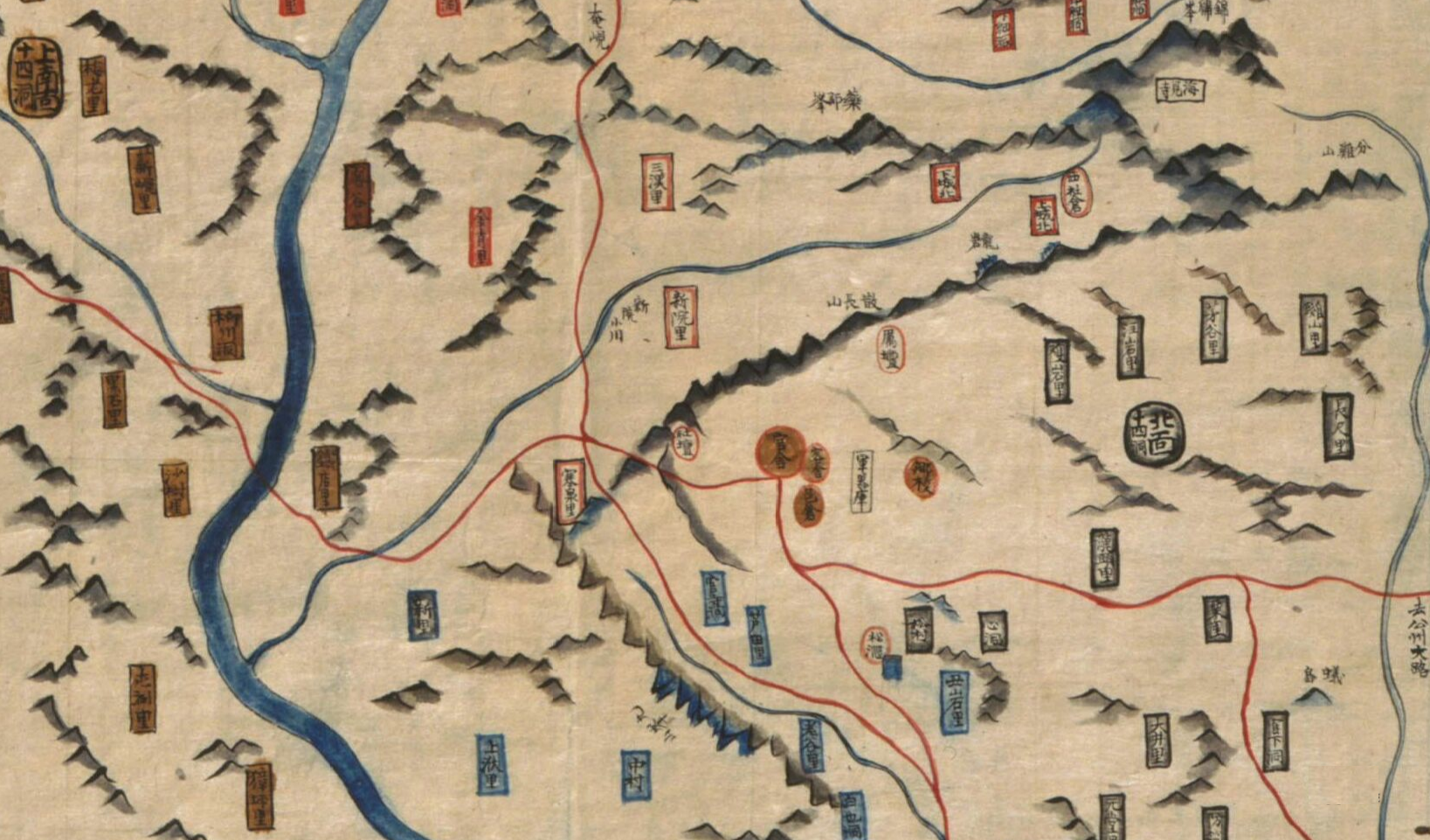
1872년경 진잠현 부근의 길

진잠군(鎭岑郡)은 대전광역시 유성구 진잠동과 서구 관저동, 가수원동 중심으로 대전광역시 서남부 일대에 있었던 옛 행정구역이다. 조선시대에는 충청도 공주목 유성현에 속하였고, 고종 32년(1895) 진잠군으로 개편되었으며, 1914년 대전군에 편입되었다.

## 개요
진잠의 잠(岑)은 작지만 높이 솟은 산을 의미하는데, 구봉산의 바위 봉우리를 뜻한다.
진잠군은 조선시대에는 회덕현, 유성현과 공주목에 속하여 있었으며, 고종 32년(1895) 지방행정 제도의 개편으로 진잠군으로 이름을 바꾸었다. 현재 진잠초교 근처에 진잠현 관아터가 있었다고 추정된다.

## 영역
- 대전광역시 유성구 - 진잠동(대정동, 성북동, 세동, 송정동, 방동, 원내동, 교촌동, 용계동, 학하동, 계산동)

- 대전광역시 서구 - 기성동, 가수원동, 관저동

- 충청남도 계룡시 신도안면

## 역사
| Daedongyeojido (Gyujanggak) 15-04.jpg |
| Daedongyeojido (Gyujanggak) 16-04.jpg |

- 원내동과 세동 일대에 선사시대 인류의 거주흔적이 발견되었다. 대정동에서는 청동기 시대의 유적이 확인되었다.

- 마한시대에 신흔국(臣釁國)이 있었다. 온조왕, 다루왕대에 백제의 영토에 합병되었다.

그 후로도 한동안 백제가 대외적으로 마한을 자칭하고 마한의 체제를 존속하여 백제의 지배하에서 소국체제가 계속되었다.
- 백제시대에 진잠동은 진현현(鎭峴縣)이 설치되었다.

- 660년 백제가 패망하여 신라의 영토로 편입되었다. 그러나 백제부흥군은 계룡산의 동쪽에 자리잡은 진현성을 거점으로 저항하였지만, 당나라의 유인원, 유인궤에 의하여 복신등이 패함으로써 최후를 맞았다. 진현성은 동,서,북면이 두마천에 둘러쌓인 흑석동, 용촌동에 위치한 산성이다.

- 757년 경덕왕 16년 행정체제 개편으로 진령현(鎭嶺縣)으로 개명하고   황산군(黃山郡)의 영현이 되었다.

- 고려시대에 진잠현으로 개명되었다. 이시기부터 진잠(鎭岑)이라는 명칭이 사용되었다. 계산동(鷄山洞)에 고려청자 도요지가 운영되었다.

- 1895년 23부府제로 행정구역이 재편되면서 현(縣)제도가 폐지되었기 때문에 군(郡)으로 승격되어 공주부관할 진잠군이 되었다. 이듬해 충청도가 남북도로 분할된 채 부활하여 충청남도에 편입되었다.

- 일제강점기인 1914년에 일제에 의한 행정폐합으로 대전군에 합병되어 진잠면과 기성면으로 분단되었다. 현재의 진잠동과 계룡시 신도안면은 진잠면이 되었다. 기성동, 가수원동, 관저동일대는 기성면이 되었다.

- 1983년 진잠면 전역이 대전시 중구관할 유성 출장소에 편입되었다.

- 1987년 대통령령 제12007호로 대덕군 진잠면 계산리 일원이 대전시 직할 유성출장소에 편입됨

- 1988년 대통령령 제12367호(1987. 12. 31 공포)로 충청남도 대전시 서구가 신설되면서 유성 출장소의 관할 구가 서구로 변경되었다.

- 1989년 논산군 두마면에 편입된 신도안리를 제외하고, 충청남도 대전시가 대전직할시로 승격되면서 유성구가 신설되자 이에 편입되었다.

- 1989년 행정동이 진잠동과 원내동으로 분리되었다.

- 1995년 동 명칭이 진잠 1,2동으로 변경되었다.

- 1998년 10월 26일 행정동이 통합되어 지금의 진잠동이 되었다.

## 기록
이중환의 택리지에 진잠현은 동서의 두 산이 남쪽에서 평야를 끼고 돌아 북쪽에 이르러서 합치었고, 또 높게 사방을 산으로 막아 가운데를 둘러쌌고, 평평한 언덕과 산은 길고 구불구불하고, 구봉산과 보문산이 남쪽에 높이 솟아 그 맑고 깨끗한 기상이 거의 한양의 동교보다 낫다고 기록되어 있다.

## 유적
대전과 연산을 잇는 길이 지나가는 성북동 산성과 진잠 향교가 현재 남아 있다. 그 외에도 성북 산성등 역사 유적지가 산재되어 있다.

## 같이 보기
- 진잠동
- 대전군
- 대덕군